# النير
النير قرية سعودية، تتبع مركز السديره التابعة لمحافظة الطائف في منطقة مكة المكرمة. تقع في جنوب شرق الطائف، وتبعد عنها قرابة 70 كم.

## القرية
تبعد القرية عن المركز حوالي 18 كيلو متر بإتجاه الجنوب الشرقي، نوع الطريق وعر. أقرب مدينة أو قرية بها صحة هو مركز السديره التي تبعد 18 كم من القرية. خدمات التعليم: يوجد في القرية مدرسة واحدة هي مدرسة العوله بالنير الابتدائية بنات. بالإضافة لوجود كهرباء عامة وخدمة بلدية وخدمة بريد وبث تلفزيوني.